# بهاءالدین سبکی
ابوحامد، احمد بن علی سُبْکی شهرت‌یافته به بهاءالدین سُبْکی (۱۳۱۹ - ۱۳۷۲م) محدث، فقیه، مدرس، ادیب، نویسنده و شاعر مصری در سدهٔ هشتم هجری بود.